# مفارقة خط الساحل

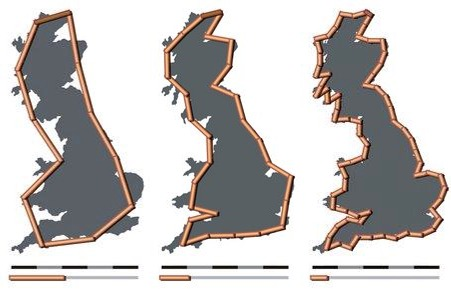
صورة توضح قياس ساحل المملكة المتحدة بمقاييس أطوالها 200 كم و100 كم و50 كم. يبلغ طول الخط الساحلي حوالي 2350 كم و 2775 كم و 3425 كم (على ترتيب أطوال المقاييس)؛ كلما كان المقياس أقصر، زاد طول الساحل المقاس.

مفارقة خط الساحل هي تلك الملاحظة المتناقضة التي يكون فيها ساحل اليابسة ليس له طول محدد بوضوح. وتنشأ عن خصائص الخطوط الساحلية التي تشبه الهندسة الكسيرية. وكانت أول ملاحظة مسجلة لهذه الظاهرة عن طريق لويس فراي ريتشاردسون.
ويعتمد طول خط الساحل بصورة أكثر تحديدًا على الطريقة المستخدمة لقياسه. وبما أن اليابسة لها خواص على جميع المستويات، بدءًا من الحجم البالغ مئات الكيلومترات حتى الأجزاء الصغيرة من الملليمتر وما يقل عن ذلك، فلا يوجد حد واضح لحجم أصغر خاصية لا ينبغي القياس حولها، ولذا لا يوجد محيط محدد بوضوح لليابسة. وتوجد قياسات تقريبية مختلفة حال تقديم افتراضات محددة بشأن الحد الأدنى لحجم الخاصية.
ويوجد اختيار مناسب للحد الأدنى لحجم الخاصية في ترتيب الوحدات المستخدمة للقياس، وذلك لما يتعلق بالاعتبارات العملية. في حالة قياس خط الساحل بالكيلومترات، لا يُنظر للاختلافات التي تقل كثيرًا عن كيلومتر واحد بسهولة. ولقياس خط الساحل بالسنتيمترات، يجب أخذ الاختلافات الصغيرة في الحجم والتي تقاس بالسنتيمترات بعين الاعتبار. ومع ذلك على جميع مستويات القياس بالسنتيمترات، يجب وضع الافتراضات غير الكسرية والعشوائية المختلفة، مثل ارتباط الخور بالبحر، أو مثلما في مسطح المد والجزر واسع المدى، إذ يجب هنا رفع قياسات خط الساحل. ويؤدي استخدام منهجيات قياس مختلفة لوحدات مختلفة إلى تحطيم اليقين السائد الذي يقول بأن الوحدات يمكن تحويلها عن طريق عملية الضرب البسيطة.
تشمل الحالات القصوى لمفارقة خط الساحل الخطوط الساحلية كثيفة الخلل في النرويج وتشيلي وشمال غرب المحيط الهادئ في أمريكا الشمالية. من الطرف الجنوبي لـجزيرة فانكوفر باتجاه الشمال إلى الطرف الجنوبي من بانهاندل ألاسكا، تلافيف ساحل المقاطعة الكندية في كولومبيا البريطانية يجعلها تزيد على 10% من الساحل الكندي بأكمله-25,725 كـم (15,985 ميل) مقابل 243,042 كـم (151,019 ميل)على امتداد المسافة الخطية بمقدار 965 كـم (600 ميل) فقط، بما في ذلك متاهة جزر أرخبيل القطب الشمالي الكندي.